# Karl Auer (Fußballspieler)
Karl Auer (* 12. August 1903 in Markt Taschendorf; † 23. Februar 1945 bei Greiffenberg) war ein deutscher Fußballspieler. Er gewann mit der SpVgg Fürth im Jahr 1926 die Deutsche Meisterschaft und wurde von 1924 bis 1926 in drei Spielen der A-Nationalmannschaft eingesetzt.

## Karriere
Der aus der Jugend der „Kleeblatt“-Elf nachgewachsene Flügelflitzer Karl Auer gehörte ab der Saison 1920/21 dem Kader der ersten  Mannschaft der Spielvereinigung Fürth an. Den Durchbruch schaffte der kleine, flinke Flügelstürmer – er war rechts wie links einsetzbar – in der Saison 1922/23. Fürth gewann die Süddeutsche Meisterschaft und scheiterte in der Endrunde um die Deutsche Meisterschaft erst im Halbfinale nach einer 1:2-Niederlage gegen Union Oberschöneweide. Mit der Auswahlmannschaft des Süddeutschen Fußball-Verbandes stand er als Flügelstürmer am 25. Februar 1923 in Frankfurt im Finale um den Bundespokal gegen die Auswahlmannschaft des Westdeutschen Spiel-Verbandes. Der Süden gewann den Pokal mit einem 2:1-Sieg und Auer stürmte dabei am linken Flügel. Stürmer waren der Rechtsaußen Georg Wunderlich von den Stuttgarter Kickers und seine Vereinsmitspieler Andreas Franz, Leonhard Seiderer und Willi Ascherl. Am 7. Januar 1923 gehörte er der Fürther Mannschaft an, die im Ronhof den amtierenden Deutschen Meister Hamburger SV in einem Freundschaftsspiel mit einem 10:0-Erfolg förmlich deklassierten.
Am 13. Januar 1924 fand in Nürnberg das Länderspiel gegen die Nationalmannschaft Österreichs statt. Es wurde eine Kombination lediglich aus Fürther und Nürnberger Spieler aufgeboten. Der Angriff der DFB-Elf trat mit ihm als Debütant auf Rechtsaußen, seinen Vereinsmitspielern Andreas Franz und Leonhard Seiderer sowie den zwei Nürnbergern Ludwig Wieder und Hans Sutor an. Beim 4:3-Sieg brachte Auer die A-Nationalmannschaft in der 24. Minute mit 1:0 in Führung. Vier Wochen danach, am 17. Februar 1924, gewann er mit der Auswahlmannschaft des Süddeutschen Fußball-Verbandes zum zweiten Mal das Finale um den Bundespokal. Wiederum in Frankfurt setzte er sich mit seinen Mitspielern mit 4:2 Toren gegen die Auswahlmannschaft des Norddeutschen Fußball-Verbandes durch. Auch hier glückte ihm das Tor zur 1:0-Führung. Am 21. April des gleichen Jahres gelang ihm zusammen mit der A-Nationalmannschaft der erste Sieg über eine Nationalmannschaft der Niederlande; Auer erzielte in der 26. Minute den 1:0-Siegtreffer. In seinem zweiten Länderspiel stürmte er an der Seite von Andreas Franz, Leonhard Seiderer, dem Nürnberger Heinrich Träg und dem weiteren Fürther Angreifer Willi Ascherl. Am 20. Juni 1926 folgte noch ein drittes Länderspiel gegen Schweden.
In der Saison 1925/26 wurde Auer mit Fürth Zweiter der Süddeutschen Meisterschaft und zog damit wieder in die Endrunde um die Deutsche Meisterschaft ein. Mit Erfolgen über den FC Viktoria Forst, den Breslauer SC 08 und im Halbfinale gegen Holstein Kiel erspielte sich die Mannschaft vom Ronhof die Finalteilnahme. Am 13. Juni 1926 setzte sich die Spielvereinigung mit 4:1 gegen Hertha BSC durch und gewann das zweite Mal in der Vereinsgeschichte die Deutsche Meisterschaft. Auer gelang dabei das Tor zur 2:1-Führung. Sieben Tage nach dem Triumph absolviert er sein drittes Länderspiel. Am 20. Juni 1926 empfing die deutsche Mannschaft in Nürnberg die Nationalmannschaft Schwedens. Das Spiel endete 3:3-Remis und der Angriff hatte dabei in der Besetzung mit Auer, Andreas Franz, Otto Harder, Josef Pöttinger und Ludwig Hofmann agiert.
Die Folgesaison schlossen die Grün-Weißen, die in dieser Saison vom englischen Trainer William Townley betreut wurden, als Zweitplatzierter ab und waren dennoch für die Endrunde qualifiziert. In der Endrunde um die Deutsche Meisterschaft hatte sie mit den Breslauer Sportfreunden (3:1) und Kickers 1900 Berlin (9:0-Sieg mit vier Toren von Auer) zu tun, ehe es im Halbfinale gegen die Mannschaft von Johannes Sobeck und Willi Kirsei ging. Hertha BSC glückte die Revanche für die Endspielniederlage des Vorjahres und setzte sich am 29. Mai 1927 in Leipzig vor 25.000 Zuschauern im VfB-Stadion mit 2:1 Toren durch und zog anstelle des Titelverteidigers in das Endspiel ein. Als Fürth am 28. Juli 1929 in Nürnberg durch den 3:2-Erfolg gegen Hertha BSC wiederum die Meisterschaft in den Ronhof holen konnte, stürmte zwar wiederum auf Rechtsaußen ein Spieler namens Auer, aber jetzt war es der jüngere Bruder von Karl, Heinrich Auer.
Karl Auer, der kleine, flinke Rechtsaußen wechselte zur Saison 1930/31 zum Würzburger FV und ließ dort seine Karriere ausklingen. Er fiel als Soldat während des Zweiten Weltkriegs.